# Tungalagijn Mönchtujaa
Tungalagijn Mönchtujaa (ur. 29 sierpnia 1988) – mongolska zapaśniczka w stylu wolnym. Brązowa medalistka mistrzostw świata w 2012 i 2013. Druga w mistrzostwach Azji w 2013. Piąta w Pucharze Świata w 2013; piąta w 2014 i szósta w 2012. Dziewiąta na Uniwersjadzie w 2013 roku.